# Rasa de Vilanrosa
La Rasa de Vilanrosa és un torrent afluent per la dreta de la Rasa de Villorbina que realitza tot el seu recorregut pel terme municipal de Riner, al Solsonès.

## Descripció
Neix a poc menys de 300 m al SO de Trullars. Els primers 911 metres del seu curs són una séquia. Des de bon inici pren la direcció cap al nord, direcció que mantindrà durant tot el seu curs. Després de deixar a la dreta la masia de Vilanrosa, es va enfonsant al Clot de Vilanrosa fins a desguassar per la dreta a la Rasa de Villorbina a poc més de 400 metres a llevant de la masia del Vilà.

## Xarxa hidrogràfica
La xarxa hidrogràfica de la Rasa de Vilanrosa està integrada per un total de 5 cursos fluvials dels quals 4 són subsidiaris de 1r nivell.
La totalitat de la xarxa suma una longitud de 1.755 m.

### Distribució per termes municipals
Tota la xarxa transcorre pel terme municipal de Riner.